# Drake (rappeur)
Pour les articles homonymes, voir Drake.
Drake (/ɔːˈbɹiː dɹeɪk ɡɹæm/), de son vrai nom Aubrey Drake Graham (né le 24 octobre 1986 à Toronto, au Canada), est un rappeur, chanteur, et acteur canado-américain. Longtemps affilié au label du rappeur Lil Wayne Young Money Entertainment, il y signe officiellement en juin 2009. Son premier album studio, Thank Me Later, sort un an plus tard. En novembre 2016, Drake devient le troisième rappeur à atteindre le milliard de vues sur YouTube avec le single Hotline Bling, après Eminem pour Love the Way You Lie et Wiz Khalifa pour See You Again. Il réussit à atteindre la première place du Billboard Hot 100, de Canadian Hot 100 et de l'Official Singles Chart avec ses chansons One Dance (en collaboration avec Wizkid et Kyla), God's Plan, Nice For What et In My Feelings. Ses albums Views et Scorpion atteignent la première place du Billboard 200, du Canadian Albums Chart et de l'Official Albums Chart. Sa sixième mixtape, More Life, atteint aussi la première place du Billboard 200 et du Canadian Albums Chart.
Début décembre 2012, Drake officialise son propre label discographique de musique du nom de October's Very Own (écrit le plus souvent OVO), filialisé par Warner Music Group. Son quatrième album studio, intitulé Views, raconte notamment son attachement à sa ville natale de Toronto. Connu pour accompagner fréquemment ses albums, Drake obtient un succès critique et commercial avec les mixtapes If You're Reading This It's Too Late et More Life. Le sixième album très attendu de Drake, intitulé Certified Lover Boy, est classé neuf fois dans le top 10 du Hot 100, établissant le record de l'époque pour le plus grand nombre de hits dans le top 10 aux États-Unis pour un seul album. En 2022, Drake sort l'album Honestly, Nevermind, inspiré de la house, et l'album Her Loss, en collaboration avec 21 Savage. Après avoir publié son huitième album, For All the Dogs, il annonce faire une pause dans sa carrière musicale pour se concentrer sur sa santé.

## Biographie

### Enfance et formation
Aubrey Drake Graham naît le 24 octobre 1986, à Toronto, dans la province de l'Ontario, au Canada. Il est le fils de Dennis Graham, Afro-américain catholique de Memphis (Tennessee) et batteur qui a travaillé avec Jerry Lee Lewis, et de Sandra Graham, juive canadienne et éducatrice. Deux de ses oncles, Larry Graham et Teenie Hodges (en) sont également des musiciens. Il fréquente une école juive et fait sa bar-mitsvah. Ses parents divorcent quand il a cinq ans. Drake fréquente l'école secondaire au Forest Hill Collegiate Institute (en), où il commence à jouer, mais n'est pas diplômé. Il passe la plupart de ses étés avec son père à Memphis. Drake déclare que le divorce de ses parents l'a beaucoup affecté en tant que personne, en disant : « J'ai dû devenir un homme très rapidement et être à la base pour la femme que j'aime de tout mon cœur, ma mère. »
En 2001, Drake commence sa carrière à la télévision en interprétant le rôle de Jimmy Brooks dans la série Degrassi : La Nouvelle Génération, mais voit son personnage se faire supprimer en 2010. Il a également fait une apparition dans Ma vie de star (Instant Star) en jouant un présentateur d'une remise de prix, une apparition dans Soul Food : Les Liens du sang où il joue un élève et dans Les Vies rêvées d'Erica Strange, un étudiant faisant partie d'une fraternité très élitiste. Il fait aussi une apparition dans le film Charlie Bartlett, où il n'est qu'un élève parmi les autres, qui demande conseil à Charlie.

### PremièresmixtapesetSo Far Gone(2007–2009)
En 2002, il commence le rap grâce à Flipper, un rappeur hors du commun qui lui apprendra à faire de la musique, Drake affirme lui-même qu’il n’en serait pas là sans lui et tous ses conseils, « c’est comme un père pour moi », dit-il dans une interview pour C-News en 2004. En février 2006, Drake sort sa première mixtape, Room for Improvment disponible par l'intermédiaire de sa page MySpace. Grâce au succès de cette première mixtape, il en sort davantage. En septembre 2007, il sort Comeback Season. Drake commence alors à devenir très populaire, d'autant plus quand il fait un remix de sa chanson Man of the Year avec Lil Wayne. Également en 2007, Drake devient le premier rappeur canadien non signé à diffuser son clip sur la chaîne américaine BET Hip-Hop quand son premier single, en featuring avec Trey Songz, Replacement Girl est le « Joint of the Day » (« Tube du jour ») en avril 2007.
En juin 2008, il sort la mixtape Heartbreak Drake qui est, comme les autres, très bien accueillie et augmente fortement son « buzz ». Tout en travaillant à ses mixtapes et à son album, Drake collabore avec Lil Wayne, Jay-Z, Eminem, Kanye West, Trey Songz, Robin Thicke, Little Brother, Mary J. Blige et Jamie Foxx. Il acquiert cette notoriété bien qu'il ne soit pas sous contrat avec un grand label discographique. Dans le Billboard Hot 100 du 4 juillet 2009, ses deux singles Best I Ever Had et Every Girl par Young Money (un groupe qui inclut Drake) sont respectivement classés 3e et 10e.
Le 29 juin 2009, Drake conclut un contrat record[réf. nécessaire] avec Cash Money Records/Universal Motown Republic Group. Il prévoit de sortir son premier album studio officiel, Thank Me Later, courant 2010, et confirme des collaborations avec Kanye West, Jay-Z et Lil Wayne. En août 2009, il sort le titre Forever en collaboration avec Lil Wayne, Kanye West et Eminem. Le morceau est extrait de la bande originale du documentaire sur le basketteur LeBron James, More than a Game, et est présent sur la réédition de l'album Relapse d'Eminem, Relapse: Refill[réf. souhaitée].

### Thank Me LateretTake Care(2010–2012)

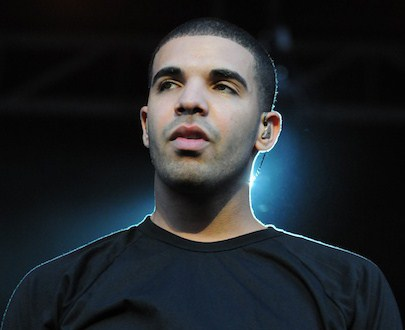
Drake sur scène lors du Cisco Ottowa Bluesfest (2010).

Lors de la cérémonie qui a lieu le 31 janvier 2010 aux Grammy Awards, Drake chante en live avec Lil Wayne et Eminem le tube Forever. Drake tourne le clip de Over sous la direction d’Anthony Mandler ; le clip est sorti le 12 avril 2010. De plus, un remix de cette chanson fait partie de la bande audio du film Projet X. Il participe aussi à une chanson avec Kid Cudi et Pharrell Williams. Over fait partie de la bande originale du jeu de basket NBA 2K11. En mai 2010, il participe au festival SunGod de l'Université de Californie à San Diego, ce qui lui permet de confirmer sa couverture médiatique sur la côte Ouest des États-Unis.
Au cours du même mois, il est élu rappeur le plus gentil (« best nice-face ») par le journal quotidien du Wyoming Rap and people et aurait dû recevoir son prix au bureau du quotidien. Attendu par des centaines de fans et journalistes (Drake n'ayant pas fait de concert dans cet État depuis 2007), il annule à cause d'une grippe. Malgré plusieurs promesses, Drake continue de boycotter le Wyoming, même si une tournée dans tous les États-Unis, notamment avec Lil Wayne pour la côte Est, est prévue dès le mois d'août 2013. C'est avec le titre Find Your Love, présent sur son premier album, que Drake connaît un succès grandissant en Europe, notamment en France. Il collabore avec Rihanna pour la chanson What's My Name?, qui se classe 1re aux États-Unis dès sa sortie. What's My Name? est le second single de l'album Loud, sorti en novembre 2010[réf. souhaitée].
Le 27 mars 2011, il anime la cérémonie des Juno Awards, qui se tient au Centre Air Canada de Toronto et diffusée sur le réseau CTV Television Network. Le morceau Marvins Room, qui devient le single phare de l'album, est diffusé sur les radios le 28 juin 2011. Il devient 21e au classement US Billboard Hot 100, suivi par le second single, Headlines, dévoilé par le biais de son blog le 31 juillet 2011[réf. souhaitée].

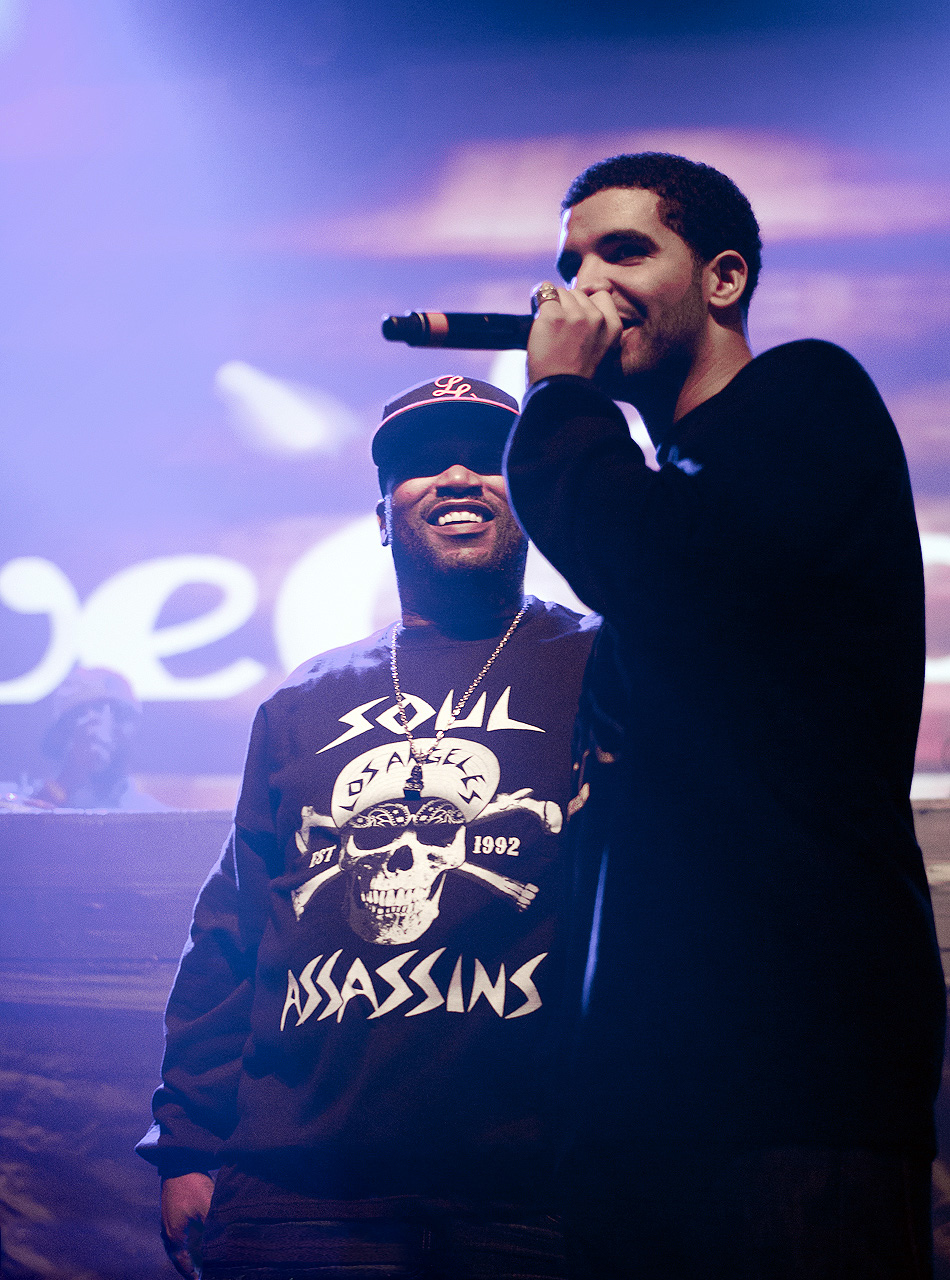
Drake sur scène lors du concert de Bun B dans la boîte de nuit Sound Academy à Toronto (2011).

Le 15 novembre 2011, Drake sort son second album studio Take Care, qui fut un énorme succès à sa sortie, avec au compteur 659 000 copies écoulées en première semaine. Take Care inclut les titres Headlines, Make Me Proud, Marvins Room ou encore le morceau éponyme Take Care en duo avec Rihanna. La cover de l'album a été prise au restaurant torrontois Joso’s, l’un des restaurants préférés de Drake à l'époque.
L'album reçoit dans sa grande globalité, des critiques positives. Take Care comprend des sonorités de tempos lents (low-tempo), plus sombre que Thank Me Later sorti l'année d'avant. Take Care est un album bien plus personnel que ses prédécesseurs selon Drake qui décide de le nommer ainsi afin qu'il se souvienne de ne pas reproduire les erreurs de précipitation commises sur la conception de l'album Thank Me Later. Selon ses propos, l'album Thank Me Later est inachevé. Drake n'aurait pas eu l'opportunité d'examiner les pistes qui figurent sur la tracklist afin d'y apporter des améliorations.Conçu principalement comme un album de hip-hop, avec des morceaux rappés, l'album comprend également des chants mélodieux de type RnB et pop, d'autres morceaux possèdent des caractéristiques du genre électronique, et du post-dubstep. La musique de l'album se caractérise par des sons atmosphériques, du groove, et du synthétiseur. Noah « 40 » Shebib contribue à la plupart des productions de l'album en y apportant des beats sombres à l'instar des morceaux "Marvin's Room" ou "Doing It Wrong", de la guitare moody sur le morceau "Under Ground Kings", ou encore du piano comme sur le titre "Look What You've Done". Bien qu'il soit crédité comme producteur pour seulement huit des 17 chansons de l'album, Noah « 40 » Shebib sert également comme ingénieur du son et arrangeur musical sur l'album. Sa contribution à l'album est caractéristique de la scène hip-hop de Toronto, qui connaît une percée majeure avec le travail de Noah « 40 » Shebib et Drake. Le magazine Complex attribue à l'album le titre de « meilleur album de Drake » en 2015.
Les producteurs Boi-1da et T-Minus ainsi que le chanteur-compositeur The Weeknd contribuent à l'élaboration de Take Care. Des rumeurs récurrentes qui se feront plus persistantes au milieu des années 2010 prétendent que la paternité du projet reviendrait à The Weeknd, cependant, elles seront démenties par « 40 » Shebib en 2020.
L'album Take Care se classe numéro 1 au Billboard 200, avec 631 000 copies vendues la première semaine d'exploitation. Le 31 janvier 2012, l'album est certifié disque de platine par la Recording Industry Association of America (RIAA). Au mois d'août 2015, Take Care est évalué 4 000 000 copies vendues. Sur Metacritic, l'album obtient un score de 78/100, sur une base de 34 évaluations. John McDonnell, journaliste du magazine New Musical Express déclare que Take Care est « un bouleversant chef-d'œuvre » tout en le décrivant « délicat, des mélodies douces et un plaisir assumé, des paroles bouleversantes »[réf. nécessaire]. Nitsuh Abebe, du magazine New York, écrit que l'album est entièrement composé de magnifiques mélodies[réf. nécessaire]. Andy Hutchins, journaliste pour The Village Voice, le qualifie de « faisceau soigneusement conçu de sentiments contradictoires d'un rappeur en conflit qui explore ses propres névroses dans une manière aussi convaincante que n'importe quelle personne qui ne s'appelle pas Kanye West ».
Drake lance la tournée internationale Club Paradise Tour en 2012. Les concerts se déroulent en Amérique du Nord et en Europe avec des invités tels que Rita Ora, Tinie Tempah, ou Labrinth pour ses représentations au Royaume-Uni. Des artistes américains tels que Kendrick Lamar, ASAP Rocky, J. Cole, Meek Mill ou encore French Montana y sont également conviés.

### Nothing Was the SameetIf You're Reading This It's Too Late(2013–2015)
Le 24 septembre 2013, Drake dévoile son troisième album studio intitulé Nothing Was the Same. Pendant la production de cet album, il collabore avec 2 Chainz, Big Sean, Jay-Z ou encore The Weeknd. Il collabore avec la chanteuse Jhené Aiko sur le titre From Time. L'album fut annoncé quelques mois avant sa sortie, le titre Started from the Bottom fut dévoilé en guise de single promotionnel. Ce morceau atteint le sixième rang au classement Billboard Hot 100 et devient certifié platine aux États-Unis par la Recording Industry Association of America (RIAA).
Drake tourne pour les vidéoclips Hold On We're Going Home ou encore Worst Behavior. L'album rencontre un succès critique, il totalise une score de 79/100 sur une base de 33 évaluations sur le site Metacritic. Le magazine Rolling Stone lui décerne 4 étoiles. L'album Nothing Was the Same est nommé aux Grammy Awards dans la catégorie Meilleur album rap de l'année. Drake remporte un Juno Awards et un BET Hip Hop Awards dans la même catégorie. Le morceau The Language reçoit l'acclamation du public[réf. souhaitée], il est diffusé sur les radios urbaines mainstream durant plusieurs mois.
La pochette de l'album est conceptualisée par l'artiste californien Kadir Nelson, à l'origine du concept de l'album posthume intitulé Michael en hommage à Michael Jackson. Il existe deux versions des pochettes. L'une représente Drake enfant arborant une coiffure afro et la deuxième, exclusivement pour la version deluxe, le représente adulte. Sur les deux pochettes, il se tient de profil sur un fond bleu clair parsemé de nuages. Drake compare cet album à « une œuvre d'art qui renoue avec le passé et le présent ». Nothing Was the Same rend également hommage aux œuvres du Wu-Tang Clan dont le morceau Pond Cake / Paris Morton Music 2, en collaboration avec Jay-Z, est un échantillonnage du morceau C.R.E.A.M.
Drake lance une tournée internationale à travers l'Amérique du Nord, l'Europe et l'Océanie nommée Would You Like a Tour? en décembre 2013. Jhéné Aiko l'y accompagne, ce qui lui vaut un regain de popularité. Drake est brièvement rejoint par Rihanna pendant sa représentation à Paris. Les artistes The Weeknd, Future, Miguel, et PartyNextDoor sont également invités pendant la tournée.
Le 12 février 2015, Drake dévoile, exclusivement sur l'iTunes Store, sa quatrième mixtape. Il en écoule 495 000 copies la première semaine. Il collabore avec Lil Wayne, PartyNextDoor et Travis Scott. Le premier extrait est un court métrage mis en ligne par Drake qui regroupe les titres Know Yourself et 6 God, il dévoile ensuite le clip du morceau Energy dans lequel Drake se fige sur les visages de figures de la culture pop tel que Barack Obama ou Taylor Swift. If You're Reading This It's Too Late est le premier projet de 2015 à obtenir la certification platine aux États-Unis[réf. souhaitée].

### ViewsetMore Life(2015–2017)

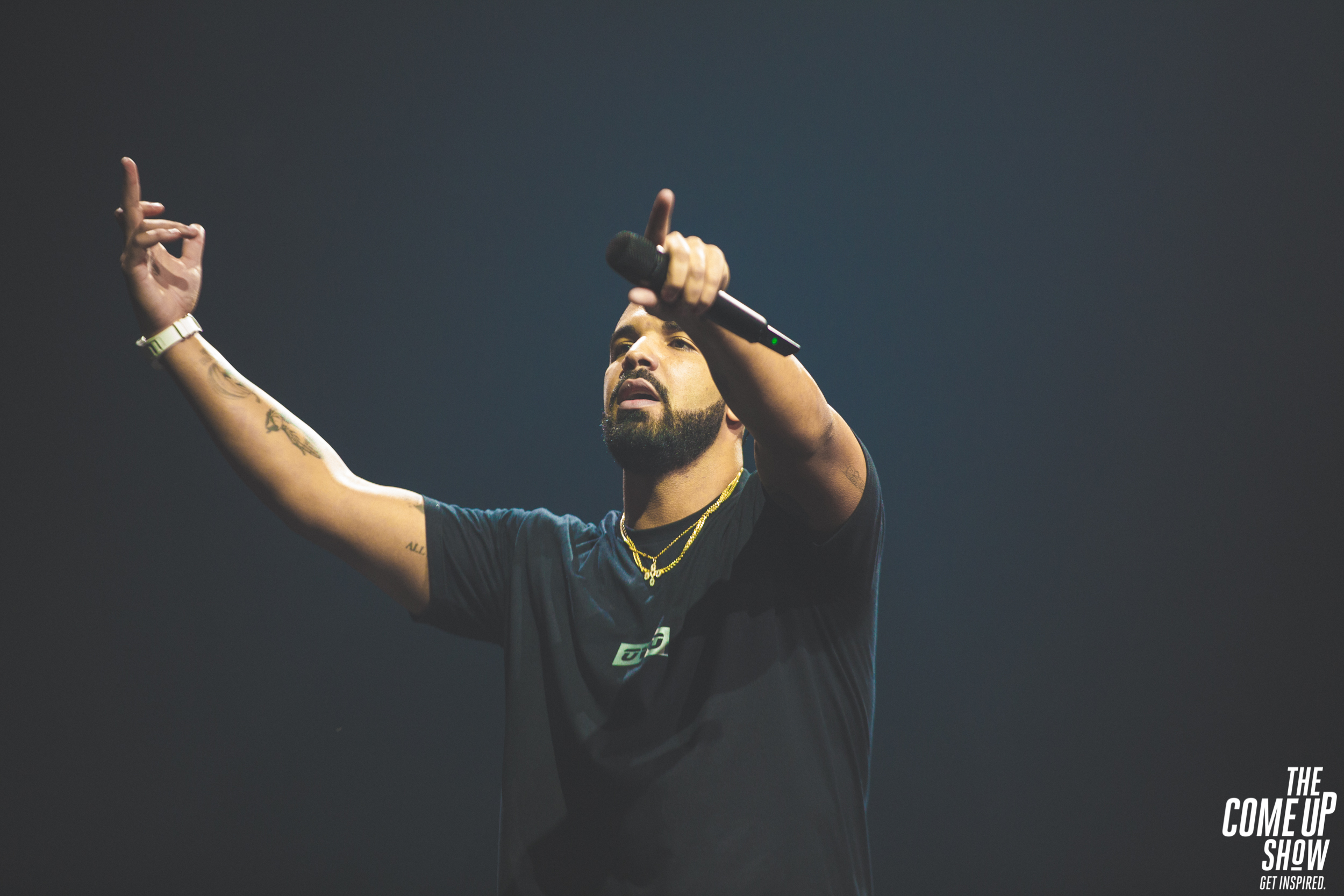
Drake lors de la tournée Summer Sixteen Tour à Toronto (2016).

En octobre 2015, Drake dévoile le clip Hotline Bling. Le succès est immédiat et, victime de sa popularité, le chanteur est tourné en dérision dans de nombreux mèmes par les internautes du monde entier. Le clip, réalisé par Director X, récolte plus de 6 millions de « j'aime » sur YouTube en 2018. À l'époque, il s'agit du meilleur succès du chanteur pour un vidéoclip. Le titre siège aux tops 50 musicaux durant de nombreuses semaines. La composition musicale est un sample du morceau Why Can't We Live Together de Timmy Thomas sorti en 1972. Le clip, qui totalise aujourd'hui plus de 1,8 milliard de vues, demeure la vidéo la plus vue de l'artiste sur YouTube.
L'album Views sort le 29 avril 2016, il connaît un grand succès notamment grâce aux morceaux One Dance en featuring avec Wizkid et Kyla ainsi que Too Good avec Rihanna. Il lance la tournée Summer Sixteen Tour avec Future le 20 juillet 2016 dont les concerts ont lieu essentiellement au Canada et aux États-Unis. Pour l'année 2016, Drake est officiellement le musicien qui a réalisé les meilleures ventes de disques dans le monde d'après la Fédération internationale de l'industrie phonographique (IFPI). One Dance devient le morceau le plus écouté de la plateforme de streaming Spotify depuis sa création derrière le morceau Sunflower.
Il remporte le Grammy de la « meilleure chanson rap de l'année » ainsi que celui de la « meilleure interprétation d'une chanson rap de l'année » avec le single Hotline Bling. Cependant, il refuse ses Grammy et exprime sa colère face aux organisateurs de la cérémonie qui, d'après lui, le cataloguent comme un rappeur parce qu'il est de couleur noire et donc il se retrouve dans l'incapacité de remporter une récompense dans une autre catégorie. Il déclare « je suis un artiste noir et apparemment un rappeur, même si Hotline Bling n'est pas un morceau rap » et d'ajouter « la seule catégorie dans laquelle ils arrivent à me caser, c'est la catégorie rap, peut-être parce que j'ai rappé par le passé ou parce que je suis noir ».
Drake dévoile le 18 mars 2017 sa mixtape, More Life.

### ScorpionetCare Package(2018–2019)
Le 19 janvier 2018, Drake dévoile un EP intitulé Scary Hours contenant les titres God's Plan et Diplomatic Immunity. La nouvelle production du chanteur bat quelques records notamment en débutant numéro 1 au Billboard Hot 100. Le 16 février 2018, Drake sort, sur YouTube, le clip du morceau God's Plan. Drake s'y dévoile en philanthrope, il avoue avoir payé 996 631,90 dollars pour venir en aide à des écoles, universités, centres et personnes défavorisées. Drake apparaît dans le clip en offrant de l'argent à des familles en difficulté et des jeunes défavorisés. Le 5 avril 2018, Drake annonce avoir finalisé son prochain album studio. Le lendemain, il dévoile le clip du single Nice for What qui est une ode à la femme. Le clip rassemble de nombreuses personnalités féminines comme Michelle Rodriguez, Zoe Saldaña, Jourdan Dunn, Letitia Wright ou encore Lauryn Hill dont le morceau est un sample de son titre X-Factor.
Drake dévoile son cinquième album intitulé Scorpion le 29 juin 2018. Ce double album comporte un disque de style hip-hop/rap et un disque de style RnB/soul. Drake confirme notamment dans cet album les rumeurs qu'il est père d'un enfant. L'album est vendu à hauteur de 749 000 copies la première semaine. Drake collabore avec Jay-Z, avec lequel on le croyait brouillé. Il a également utilisé des archives sonores inédites du défunt Michael Jackson sur le titre Don't Matter to Me. La chanson In My Feelings présente dans l'album a fait l'objet de nombreux mèmes et de nombreuses célébrités tel que Kevin Hart ou encore Ciara ont interprété une chorégraphie sur cette musique.
Le 15 février 2019, Drake publie So Far Gone (sortie à la base le 13 février 2009) qui est sa troisième mixtape. Elle est diffusée pour la première fois sur les services de streaming pour commémorer son dixième anniversaire. Le 15 juin 2019, Drake dévoile son troisième EP intitulé The Best in the World Pack contentant les titres Omertà et Money in the Grave en featuring avec Rick Ross. Le 2 août 2019, Drake publie sa première compilation appelée Care Package, cette dernière se compose de morceaux sorties entre 2010 et 2016 et qui n'étaient pas initialement disponibles à l'achat ou en streaming. J. Cole, Rick Ross ou encore James Fauntleroy sont présents dessus.

### Dark Lane Demo TapesetCertified Lover Boy(2019–2021)
Le 1er mai 2020, Drake sort une mixtape surprise, sa septième, intitulée Dark Lane Demo Tapes constituée de 14 titres pour une durée totale de 50 minutes. On retrouve sur cette mixtape notamment Chris Brown, Future, Fivio Foreign ou encore Playboi Carti. Le clip du titre Toosie Slide, qui avait déjà bénéficié d'une certaine popularité sur le réseau TikTok, est dévoilé récoltant 1 million de vue dans les 4 premières heures de sa publication sur YouTube.
En octobre 2020, à l'occasion de son anniversaire, Drake annonce la sortie de son sixième album studio Certified Lover Boy pour le mois de janvier 2021 par la publication d'un teaser,. Le 5 mars 2021, Drake sort son quatrième EP intitulé Scary Hours 2 pour faire monter l’attente chez ses fans comme il l'avait fait avec Scary Hours pour Scorpion. Rick Ross participe en featuring sur le morceau Lemon Pepper Freestyle ainsi que Lil Baby sur Wants and Needs. La mixtape siège au rang 2 du [[Billboard 200|Billboard 200]] dès les premiers jours. Il en écoule 223 000 copies dont 201 000 unités issues des streams, 19 000 en copies physiques. La sortie de ce projet avait été décidée par les équipes de Drake après que des fuites de morceaux furent survenus les jours précédents.

### Honestly, Nevermind, Her Loss, and For All the Dogs(depuis 2022)
Le 16 juin 2022, Drake annonce sur ses réseaux sociaux la sortie de son septième album Honestly, Nevermind pour le lendemain à minuit, sans révéler les titres et les invités. Pour cet album, Drake a voulu explorer des sonorités house, dance et électro qui divisera les fans familiarisés aux sonorités rap et RnB habituellement proposés par le rappeur canadien dans ses précédents morceaux,.
Certains se sont montrés tellement sceptiques que Drake réagit dans une vidéo publiée sur Instagram le soir de la sortie de l'album, en déclarant : « C’est pas grave si vous ne comprenez pas encore. C’est pas grave […] C’est notre boulot d’attendre que vous rattrapiez le train en marche ».
Le 22 octobre 2022, Drake annonce la sortie d'un album commun avec le rappeur 21 Savage, Her Loss. La sortie de l'album devait initialement se faire le 28 octobre, mais le producteur de Drake fut atteint du Covid-19. L'album sort finalement le 4 novembre 2022. Le projet se compose de 16 titres, dont des featurings avec notamment Travis Scott, sur le morceau Pussy & Millions. Contrairement au dernier projet de Drake, Honestly, Nevermind, sorti la même année, cet album commun reprend un style rap, au grand plaisir de ses fans en majorité, malgré certaines critiques à propos des paroles jugées parfois « sexistes ».
Her Loss enregistre 97 millions de streams en 24 heures sur Spotify, faisant de ce projet l'album collaboratif le plus écouté de l'histoire de la plateforme lors de sa première journée d'exploitation. Chartdata estime que l'album occupera la première place du palmarès des albums américains avec 335 à 350 000 unités la première semaine, soit 425 à 450 millions de streams.
Le 23 juillet 2023, Drake annonce son livre de poésie intitulé Titles Ruin Everything. Une fois scanné, les fans sont redirigés vers une page annonçant le titre de son huitième album studio, intitulé For All the Dogs, qui sortira le 6 octobre 2023,,. Le 15 septembre 2023, il sort le premier single de l'album, Slime You Out, avec SZA. La chanson se classe à la première place du Billboard Hot 100 aux États-Unis. Le lendemain, Drake annonce que l'album est reporté au 6 octobre 2023. Le 5 octobre 2023, Drake publie par surprise une chanson intitulée 8AM in Charlotte sur ses comptes de médias sociaux, ce qui en fait le deuxième single de l'album.
Le 6 octobre 2023, Drake sort donc son huitième album studio For All the Dogs,. Au même moment, il annonce arrêter de travailler pendant au moins un an, pour se concentrer sur sa santé : « Je ne ferai probablement pas de musique pendant un certain temps, je vais être honnête. Je dois me concentrer sur ma santé et me remettre sur pied »,,. Le 17 novembre 2023, une réédition intitulée For All the Dogs Scary Hours Edition de son huitième album sort,. Cette dernière contient six titres supplémentaires et s'inscrit dans la continuité de ses deuxième et quatrième extended play, Scary Hours (2018) et Scary Hours 2 (2021), les nouveaux titres étant annexés à l'album sur les plateformes numériques,,.
Dans la nuit du 6 au 7 mai 2024, une fusillade survient à l'extérieur du domicile de Drake. Un agent de sécurité du rappeur est grièvement blessé. Les autorités canadiennes communiquent que le ou les suspects a ou ont tiré depuis une voiture et pris la fuite à bord de cette voiture, mais elles ne fournissent aucune description du ou des suspects ou du véhicule,,.

## Vie personnelle
Selon le magazine Forbes, la fortune de Drake est estimée à environ 600 millions de dollars (2023). Il serait payé aux alentours de 350 000 à 600 000 dollars par concert. Drake se classe en tête des chanteurs les mieux payés en 2018, selon le magazine People With Money avec un revenu annuel estimé à 46 millions de dollars qu’il aurait amassé entre les mois d'août 2017 et août 2018. Il popularise le sigle YOLO (« You Only Live Once », en français : on ne vit qu'une fois) qui est l'équivalent de la locution latine Carpe diem et que l'on entend régulièrement dans ses chansons. Drake popularise le chiffre 6, étant attaché sentimentalement à sa ville natale. Le 6 ou « The Six » est associé à sa ville d'origine Toronto par Drake régulièrement dans ses chansons. « The Six », tiré de l'indicatif régional 416-647, fut employé à l'origine par Jimmy Prime, artiste du label OVO Sound fondé en 2012 par Drake, Noah « 40 » Shebib et Oliver El-Khatib,.
En décembre 2014, il est impliqué dans une bagarre avec le rappeur Puff Daddy lors de la soirée d'anniversaire du producteur DJ Khaled dans la boîte de nuit du LIV à Miami, en Floride. Drake se rend même à l’hôpital des suites de ses blessures. Selon les sources proches des rappeurs, Puff Daddy aurait été mis en colère par le fait que Drake lui ait coupé l'herbe sous le pied en s'appropriant le morceau 0 to 100, titre qui lui avait été proposé en premier lieu. Drake mentionnera ce conflit en introduction de son album Scorpion sur le titre Survival en déclarant « I've had scuffles with bad boys that wasn't pretendin ».
Drake possède une vingtaine de tatouages éparpillés majoritairement sur la partie supérieure de son corps. Il arbore un tatouage d'une chouette aux ailes déployées sur le torse en référence à l'emblème de son label. Il a recouvert son dos d'une fresque sur laquelle sont présents la défunte chanteuse Aaliyah, qu'il admire depuis son adolescence, ainsi que sa mère et ses grands-parents. Drake a un tatouage à l'intérieur du bras droit : un requin qu'il fait tatouer en commun avec Rihanna. Il possède un tatouage représentant Lil Wayne.
Il compte parmi ses amis Nicki Minaj, qu'il a connue alors qu'ils travaillaient ensemble au sein du même label Young Money Entertainment plus connu sous le nom de YMCMB (« Young Money Cash Money Billionnaires »). Il quitte ce label en 2014, à la suite des nombreux conflits qui animent le label et la guerre que se livrent Lil Wayne et Birdman. En 2016, Drake signe un contrat qui l'unit au label Boy Better Know.
Le 15 mars 2018, Drake rejoint Ninja, un streameur Twitch, pour jouer au jeu vidéo Fortnite Battle Royale. Cette partie fut regardée par 635 000 personnes en simultanée ce qui est le nouveau record de spectateurs pour la plateforme de streaming. Durant ce streaming Drake explique être végétarien,. En 2019, il fait l'acquisition d'un terrain de 50 000 m2 en périphérie de Toronto pour 6,7 millions de dollars sur lequel il fait construire un manoir d'une superficie de 4 700 m2 dont la valeur est estimée à 100 millions de dollars.

### Vie sentimentale
Drake fréquente la danseuse Jade Lee en 2006. Des rumeurs le disent en couple avec l'actrice Taraji P. Henson en 2010 ; ils sont tous les deux aperçus très fusionnel lors de la cérémonie des BET Awards de la même année. On lui prête déjà une relation avec la chanteuse Rihanna en 2011, sans qu'aucun des intéressés n'officialise ni ne démente les informations relayées par la presse.
Dans le morceau Lord Knows, titre de son deuxième album studio intitulé Take Care, Drake admet fréquenter des strip-teaseuses ainsi que des pornstars qu'il a honte de nommer. C'est d'ailleurs à cette période qu'il entame une relation avec Maliah Michel, une strip-teaseuse de Houston, au Texas. En octobre 2014, la strip-teaseuse Jhonni Blaze dépose une plainte contre l'artiste. Selon ses déclarations, Drake l'aurait menacée après qu'elle eut révélé avoir eu une aventure avec le chanteur. Après de nombreuses rumeurs qu'elle avait alimentées dans la presse, Jhonni Blaze s'excuse publiquement envers le chanteur en 2019.
En 2010, Drake a une aventure avec la petite amie de son mentor Lil Wayne, Tammy Torres, alors que celui-ci est détenu en prison pour possession d'armes. Durant son adolescence, il a fréquenté la chanteuse Keshia Chante. Elle révèle leur idylle au cours d'une interview radio pour WQHT en 2013,. En 2014, il est de nouveau proche de Rihanna durant la tournée Would You Like a Tour. La chanteuse assiste à l'une des deux représentation programmée à Paris-Bercy. En marge des concerts, les deux artistes passeront beaucoup de temps ensemble, notamment à Amsterdam,,.
En janvier 2015, l'actrice pornographique Mia Khalifa déclare avoir refusé les avances de Drake. Au cours du mois de juin 2018, il est photographié en compagnie de l'actrice pornographique Zmeena Orr dans les environs de Toronto,. En mars 2015, les tabloïds diffusent des clichés de Drake en couple avec la modèle vixen Bernice Burgos.
Il est également aperçu à plusieurs reprises en compagnie de la joueuse de tennis Serena Williams, entre la période allant de 2011 à 2015. Les deux concernés se décrivent comme amis proches dans les médias. Le 24 août 2015, TMZ publie des clichés de Drake et Serena Williams s'embrassant dans un restaurant à Cincinnati dans l'Ohio.
Début 2016, Drake et Rihanna sont de nouveaux très proches, ils collaborent sur leurs titres respectifs Work et Too Good. Le 30 août 2016, Drake tente d'embrasser Rihanna sans y parvenir après un discours enflammé lors des MTV Video Music Awards. Ils officialisent leur relation quelque temps après par un baiser échangé sur scène durant un concert. À la suite de l'officialisation de sa rupture avec Rihanna le 11 octobre 2016, il est aperçu en compagnie du modèle Instagram et ex-copine du rappeur The Game, India Love,.
En décembre 2016, il officialise sa relation avec Jennifer Lopez sur Instagram. Drake est aperçu en compagnie du modèle de charme Sophie Brussaux dans un restaurant à Amsterdam au cours du mois de janvier 2017. Début février 2017, il se sépare de Jennifer Lopez.
Il se rapproche ensuite de la chanteuse Jorja Smith qu'il fréquente durant la production de sa mixtape More Life. Mais aucun des intéressés n'officialisera la supposée relation. Selon certains aficionados, Drake l'aurait ciblée dans le morceau Jaded notamment par ces propos « We coulda waited, I wasn't rushin', difference in ages, you're old enough, but you're still a baby » ou encore « You had potential, I coulda shaped it ».
En octobre 2017, des rumeurs font état d'une relation entre Drake et le mannequin Bella Hadid. En effet, l'artiste sera photographié à plusieurs reprises en compagnie de Bella Hadid notamment au restaurant. La jeune femme démentira et l'artiste The Weeknd, proche de Drake et ex-compagnon du mannequin, cessera de suivre le rappeur sur les réseaux sociaux à la suite des rumeurs.
En 2018, une fan nommée Laquana Morris, qu'il rencontre en 2017 en Angleterre lors d'un concert du Boy Meets World Tour et avec laquelle il admet avoir eu des rapports sexuels consentis, dépose une plainte à son encontre pour viol. Son accusatrice affirme qu'elle a été mise enceinte par le rappeur. Cependant, Drake esr innocenté de toute allégation d'agression sexuelle par la police de Manchester,. La même année, il a une brève relation avec le modèle photo Brittany Renner,.
En décembre 2018, Drake est photographié dînant en compagnie de la chanteuse Stefflon Don, dans un restaurant à Miami, en Floride. En 2019, il est aperçu avec Malaika Terry. Courant mai 2020, un extrait fuite dans lequel on peut l'entendre qualifier Kylie Jenner de Side piece, supposant qu'il a vécu une relation non-exclusive avec la benjamine du clan Kardashian-Jenner. Des rumeurs faisaient auparavant état d'une relation entre l'artiste et le mannequin à la suite de sa rupture avec Travis Scott survenue fin 2019. Drake présente ses excuses pour ses propos au cours de la polémique.
En 2021, les médias rapportent que Drake fréquente depuis plusieurs mois la mannequine Johanna Leia,. Ils se séparent au cours de l'année. Au cours de l'année 2021, il fréquente de nouveau son ex-amante, Dollicia Bryan,,. Les médias rapportent également qu'il aurait fréquenté le modèle Onlyfans Cecilia Rose en 2022 ou le mannequin Jasmine Rae, avec laquelle il est surpris dînant dans un restaurant huppé de Beverly Hills au cours de l'année 2021,.
En 2021, Jamie Sun a affirmé sur Instagram que Naomi Sharon avait une liaison avec Drake, Jamie Sun affirmant que Naomi Sharon et Drake « ont fait beaucoup plus » que « simplement faire de la musique ».
En 2023, l'actrice Julia Fox révèle avoir eu une liaison avec Drake au cours de l'année 2020.

### Paternité
En mai 2017, l’artiste peintre Sophie Brussaux affirme attendre un enfant de Drake,.
Dans son cinquième album studio appelé Scorpion, il confirme qu'il a eu un petit garçon, Adonis Graham, avec l'artiste française Sophie Brussaux,. Il admet également que la filiation paternelle fut confirmée par deux tests effectués en laboratoires,,. Drake a choisi d’en parler dans le morceau Emotionless dans lequel il donne des détails sur sa paternité. Le rappeur avait alors déclaré « Je ne cachais pas mon enfant du monde, je cachais le monde à mon enfant ». Dans ses paroles, il confirme qu’il savait pour son fils, mais qu’il tentait de le protéger.
Il est par ailleurs accusé sans preuves par le rappeur Kendrick Lamar de cacher de potentiels autres enfants sur le titre meet the grahams. Ces accusations furent rapidement démenties par Drake même s'il n'a lui non plus fourni aucune preuve.

## Affaires judiciaires
En 2012, la chanteuse Ericka Lee a intenté un procès contre Drake pour l’utilisation de sa voix sur Marvins Room. Prétendant avoir fourni la voix féminine, Lee a également allégué qu’on lui devait des crédits d’écriture et des redevances. Bien que l’équipe juridique de Drake ait répliqué en affirmant que Lee avait simplement demandé un crédit dans les notes de pochette de l’album, l’affaire a été résolue en février 2013, les deux parties acceptant un règlement à l’amiable.
En 2014, Drake est poursuivi pour 300 000 $ pour avoir samplé Jimmy Smith Rap, un single de 1982 du musicien de jazz Jimmy Smith. Le procès a été intenté par la succession de Smith, qui a déclaré que Drake n’a jamais demandé la permission lors de sampler pour l’intro sur Pound Cake / Paris Morton Music 2, affirmant que Smith lui-même aurait été en désaccord car il n’aimait pas le hip-hop,.Drake gagne la poursuite en 2017, le juge fédéral William Pauley jugeant que le contenu utilisé était transformateur, et il n’y avait aucune responsabilité pour la violation du droit d’auteur.
En 2014, Drake est poursuivi par le rappeur Rappin' 4-Tay, affirmant que Drake avait mal utilisé ses paroles lorsqu’il collaborait avec YG sur la chanson Who Do You Love?. Il demande 100 000 $ pour mauvais traitements et vol artistique, que Drake a payé au rappeur plus tard cette année-là.
En janvier 2019, Drake, Odell Beckham Jr. et Younes Bendjima ont été poursuivis en justice par un homme nommé Bennett Sipes concernant une agression présumée survenue à l'extérieur d'une discothèque de Los Angeles en 2018. Sipes affirme avoir subi « un traumatisme crânien, ainsi que des blessures au dos, au cou, aux épaules, etc. » le 24 mars 2018, lorsqu'il est attaqué par Bendjima, ainsi que par des membres de l'entourage de Drake et Beckham dans une ruelle près de la discothèque et a demandé 250 000 $ de dommages et intérêts. La poursuite allègue que Drake et Beckham ont suivi leurs équipages respectifs dans la ruelle pour voir Sipes se faire attaquer. Une vidéo de l'incident a été enregistrée à l'aide du système de surveillance sur place.L'affaire a finalement été réglée à l'amiable.
En décembre 2021, Drake poursuit le bijoutier Ori Vechler et sa société Gemma LTD pour avoir utilisé à tort sa ressemblance dans du matériel promotionnel; il cherche également à retourner trois articles qu’il a achetés.
En 2016, Drake provoque la fermeture d’une boîte de nuit à Oklahoma City, en raison de sa consommation de marijuana et d’autres drogues illégales.
Le 14 juillet 2022, Drake est arrêté par la police suédoise, apparemment en raison de drogues présentes dans une discothèque de Stockholm. En novembre 2022, Drake et 21 Savage sont poursuivis en justice par Condé Nast, l'éditeur de Vogue, pour avoir utilisé le nom de Vogue sans autorisation pour promouvoir leur album collaboratif Her Loss ; injonction de cesser d'utiliser les marques Vogue pour promouvoir l'album puis parvenu à un accord avec Condé Nast.
En décembre 2022, un procès intenté par le rappeur Angelou Skywalker, qui alléguait que Drake avait volé sa chanson Reach for Skies pour faire Way 2 Sexy, est rejeté à la suite d’une « inconduite répétée »[pas clair] de Skywalker contre les procureurs et le juge de district américain Colleen Kollar-Kotelly, qui préside l'affaire ; Skywalker est accusé d’avoir déposé pas moins de 50 requêtes non pertinentes et reçoit une ordonnance restrictive, empêchant tout contact avec Drake.
En février 2023, Drake reçoit l'ordre de comparaître pour une déposition dans le procès pour meurtre de XXXTentacion après que l'équipe de défense de Dedrick Williams (l'un des trois suspects) ait répertorié Drake comme témoin potentiel, liée à la prétendue querelle entre Drake et XXXTentacion ; Drake a été assigné à comparaître le mois précédent et ne s'est pas présenté à sa date de déposition prévue le 27 janvier ; le dépôt reporté est fixé au 24 février. Il a été rapporté plus tard que des gardes armés au domicile de Drake à Beverly Hills avaient refusé d'accepter la signification de la déposition le 14 février, ce qui, selon l'avocat de Drake, Bradford Cohen, n'avait pas été correctement signifié conformément à la loi californienne et avait été fait uniquement pour « injecter le spectacle des célébrités dans un procès de routine", conduisant finalement au rejet de la déposition.

## Rivalités et conflits

### Chris Brown
En mai 2012, une dispute entre Chris Brown, Drake et Meek Mill en rapport avec Rihanna a lieu sur les réseaux sociaux. Le 13 juin 2012 au matin, Chris Brown et Drake se retrouvent dans la boîte de nuit du W.i.P (« Work in Progress ») à New York, aujourd’hui fermée. Chris Brown et Drake se disputent une nouvelle fois au sujet de Rihanna avant qu'une altercation se produise entre les membres des équipes des deux artistes. Des bouteilles sont utilisées comme projectiles au milieu des personnes présentes causant de nombreux dégâts collatéraux et huit personnes grièvement blessés dont le joueur français de basket-ball Tony Parker qui a dû subir une opération de la cornée. Chris Brown est légèrement entaillé par un éclat de verre au menton.
Le New York City Police Department (NYPD), après avoir analysé les images de surveillance de discothèque, se révèle incapable d'identifier de manière formelle les protagonistes de l'affrontement à cause de l'obscurité ambiante. L'affaire est classée sans suite par les autorités new-yorkaises faute d'éléments suffisants à l'investigation. Chris Brown dédie le titre I Don't Like à Drake, reprise du titre de Chief Keef.
Drake et Chris Brown se réconcilient en octobre 2013 en officialisant avec une photo sur les réseaux sociaux,. Cependant, leur animosité est relancée en novembre 2014, Chris Brown se range du côté de Tyga dans une brouille qui l'oppose à Drake. En octobre 2018, Chris Brown est invité par Drake sur la scène du Staples Center, à Los Angeles, dans le cadre de la tournée Assassination Vacation Tour. Il est aussi présent à la soirée d'anniversaire de l'artiste au cours du même mois. Ils dévoilent No Guidance, leur titre en commun durant le mois de juin 2019,.

### Meek Mill
En juillet 2015, Drake et le rappeur Meek Mill entrent en conflit sur le réseau social Twitter. Ce dernier aurait appris que Drake aurait rémunéré, dans l'anonymat, un ghostwriter (un auteur fantôme). Il est communément admis dans le domaine du hip-hop qu'un artiste utilisant les fruits d'un prête-plume est un imposteur. Meek Mill veut affirmer ainsi que le succès de l'artiste canadien n'est pas légitime puisque son auteur serait à l'origine de ses plus gros tubes commerciaux, et qui ont de facto fait sa renommée. Drake répond par les deux titres Charged Up et Back to Back en dénonçant l'attitude « envieuse » que Meek Mill éprouverait face au succès du chanteur. Meek Mill dévoile ensuite dans un laps de temps relativement court, le morceau Wanna Know dans lequel il s'en prend de nouveau à Drake mais il règle également ses comptes avec Safaree, l'ex-amant de sa compagne de l'époque Nicki Minaj. Ce morceau devient la risée du net et provoquera l’hilarité de nombreux rappeurs, dont Puff Diddy, Kanye West ou Drake lui-même, qui pointeront du doigt la faible qualité du morceau et la médiocrité des propos tenus.
Drake et Meek Mill se réconcilient en 2018 après la sortie de prison du rappeur. En effet, il l'invite sur scène lors d'un concert ayant lieu à Boston pour qu'il interprète son titre Dreams and Nightmares. Lors de sa tournée intitulée Aubrey and the Three Migos Tour avec le groupe Migos, Drake invite sur scène Meek Mill à Boston ainsi qu'à Philadelphie,,,. Il collabore avec Meek Mill sur le titre Going Bad.

### Pusha T
Depuis le début des années 2010, Drake et Pusha T s'envoient des piques par morceaux interposés, sans que ça aille trop loin et sans citer de nom. Cela vient de la rivalité entre les Clipse, le groupe que forme Pusha T avec son frère No Malice, et Lil Wayne, qui était le mentor de Drake à ses débuts. En 2016, dans le morceau Two Birds, One Stone, Drake s'en prend à Kid Cudi et Pusha T. Dans ce morceau, il se moque de la santé mentale de Kid Cudi et remet en question le passé de dealer dont se vante Pusha T.
Le 25 mai 2018 paraît Daytona, le troisième album solo de Pusha T. Dans cet album, Pusha T s'en prend à Drake dans le morceau Infrared en évoquant à son tour le ghostwritter, Quentin Miller, de Drake (« It was written like Nas but it came from Quentin », en français : « Ça a été écrit comme Nas mais ça vient de Quentin »). Le lendemain, Drake publie Duppy Freestyle, un morceau adressé à Pusha T dans lequel il s'en prend à sa famille et remet encore une fois en question le passé du rappeur de Virginie. Il conclut le morceau en disant qu'il enverra une facture à Kanye West, le propriétaire du label discographique GOOD Music dont Pusha T est le président, car grâce à ce clash, il offre une exposition inespérée à Pusha T. Pusha T lui demande donc sur Twitter cette fameuse facture, Drake publie dans la foulée une fausse facture sur Instagram dans laquelle il demande 100 000 $ pour « assistance promotionnelle et ravivement de carrière »,,.
Le 30 mai 2018, Pusha T publie sur la plateforme SoundCloud The Story Of Adidon, sur le beat de The Story Of O.J. de Jay-Z, un clash d'une rare violence envers Drake. Il y évoque dedans l'enfant de Drake avec l'ancienne actrice pornographique française Sophie Brussaux et reproche à Drake d'avoir abandonné cet enfant et de ne pas l'assumer. Il reproche à Drake de négliger son fils comme son propre père l'a fait avec lui. Il évoque à nouveau les ghostwritters qui écrivent ses textes. Il se moque également de la sclérose en plaques dont souffre son ami et producteur Noah « 40 » Shebib. Il utilise comme visuel pour sa chanson une photo de Drake arborant un blackface,,.
Un des proches de Drake, J Prince, président du label Rap-A-Lot Records, déclare que Drake ne répondra pas à Pusha T car cela pourrait nuire à son image et à sa carrière.
Ce clash permet à Pusha T de réaliser les meilleures ventes de sa carrière, il écoule en effet 77 000 copies de son album et atteint la deuxième place du Top Rap Albums alors que ses deux précédents albums s'étaient écoulés à 72 000 et 45 000 exemplaires. Pusha T ressort gagnant de ce clash de l'avis général, il déclare que pour lui cette histoire est finie, qu'il ne sait pas vraiment qui est gagnant et qu'il veut refaire de la musique normalement.

### Kanye West
En 2017, Kanye West collabore avec Drake sur la mixtape More Life de ce dernier. Quelque temps après, Kanye déclare que Drake monopolise la scène musicale du hip-hop laissant dans l'ombre de nombreux artistes talentueux au cours d'une interview. Touché par cette déclaration, Drake fera part de son étonnement. Il ridiculisera le rappeur en portant un masque de Kanye West durant un concert ou en changeant des paroles de ses titres durant ses shows, tout en le mentionnant directement,.
Cependant, ils se réconcilient en coulisses et Drake aide même le rappeur à l'enregistrement de son huitième album intitulé simplement Ye. Il est notamment crédité comme étant coauteur du titre Yikes. Kanye dévoile deux singles promotionnels Ye vs the People et Lift Yourself. Drake devait initialement être le seul artiste sur le titre Lift Yourself mais Kanye West le surprend en dévoilant le morceau manifestement inachevé dans lequel il présente un couplet indescriptible en fin de morceau.
Drake, considérant avoir été lésé fait part de sa stupeur au cours d’interviews et décidera de mettre l'artiste de côté. Quelque temps après, Pusha T humilie Drake dans son morceau The Story of Adidon. Drake désignera Kanye West comme étant le responsable des révélations sur sa vie privée, telles que sa relation avec l'actrice de charme Sophie Brussaux ou l’existence de son enfant caché, Adonis. Drake aurait fait écouter à Kanye West le dernier morceau de l’album Scorpion, March 14th, un titre dédié à son enfant, lui révélant sa paternité dans la foulée. Kanye West figure être également le producteur de Pusha T, artiste de son label GOOD Music. C'est dans ce cadre que les révélations se seraient faites. Kanye s'en défendra à plusieurs reprises et Pusha T révélera que le responsable de ces révélations se trouve dans le camp de Drake. Selon le rappeur, ce serait le producteur Noah « 40 » Shebib qui aurait gaffé auprès d'une conquête.
Kanye West s'attaquera publiquement à Drake, s'insurgeant qu'il laisse courir des rumeurs de coucheries entre lui et Kim Kardashian depuis la diffusion du morceau In My Feelings. La star de téléréalité démentira fermement et défendra son mari sur les réseaux sociaux.
En décembre 2018, Kanye West incendie Drake dans une série de tweets en se dédouanant du conflit qui l'oppose à Pusha T et les révélations d'informations qui ont suivi, il lui reproche également de l'avoir menacé, de ne pas l'avoir contacté pour arranger les choses et le désigne comme un artiste ingrat entre autres,. Au cours de ses tweets, il s'en prendra aussi à Travis Scott considérant que sa collaboration avec Drake sur le titre Sicko Mode était une provocation.
Le 10 novembre 2021, J Prince, cofondateur du label Rap-A-Lot, publie une vidéo, dans laquelle Kanye s'exprime en lisant un message écrit sur son téléphone, invitant Drake à mettre un terme à leur conflit et le rejoindre sur scène en tant qu’invité lors d'un concert qui aura lieu le 7 décembre de la même année. Le 17 novembre 2021, une photo est publiée sur les réseaux sociaux de Kanye, où il apparait aux côtés de Drake et de J Prince (en) devant la propriété du rappeur canadien. En description de celle-ci, un emoji de colombe indiquant que le conflit qui animait les deux artistes semblait définitivement réglé. Dans la foulée est annoncé que Drake et Kanye West se produiront depuis le Memorial Coliseum à Los Angeles dans le cadre d'un concert militant voulant contribuer à la libération du chef de gang Larry Hoover, cofondateur du gang de Chicago Gangster Disciples et condamné à six peines de prison à vie. Le concert, qui voit les artistes se présenter pour la première fois ensemble depuis leur conflit, était visible en direct et en simultané à la fois sur Twitch et sur Amazon Prime à 20 heures pour la côte ouest américaine, soit 5 heures du matin en France,.
En novembre 2022, à l'occasion de la sortie de Her Loss, huitième album de l'artiste, Drake révèle dans le morceau Circo Loco les paroles « Linking with the opps, bitch, I did that shit for J. Prince / Bitch, I did it for the mob ties / And I never been the one to go apologize / Me, I’d rather hit ’em up one more time » indiquant ainsi que le fruit de leur réconciliation avait été faite sous l'influence de J Prince et que ce dernier gardait des ressentiments,.

### Kendrick Lamar
Le conflit entre les deux rappeurs démarre fin mars 2024, lorsque le producteur Metro Boomin et le rappeur Future sortent leur premier album commun appelé We Don't Trust You, cet album contient un morceau de Kendrick Lamar, Like That, dans lequel ce dernier attaque Drake et J. Cole. Le conflit se base sur la rivalité du « Big 3 », selon laquelle les trois plus grand rappeurs des temps modernes seraient Kendrick Lamar, Drake et J. Cole. Dans le morceau Like That, Kendrick Lamar réfute cette théorie et s’autoproclame comme le meilleur et l’unique rappeur dans le « Big 3 ». Cette déclaration animera des tensions et soulèvera des réactions tout d’abord par une réponse de l’artiste J. Cole dans le thème 7 Minutes Drills paru dans l’album Might Delete Later et plus tard par la chanson Push Ups dans lequel Drake aborde certains thèmes comme la relation romantique et la situation contractuelle de Kendrick Lamar. L’artiste canadien relancera la rivalité par un thème non officiel dénommé Taylor Freestyle où il utilise la voix de Tupac et Snoop Dogg en version d'intelligence artificielle pour critiquer et attaquer Kendrick Lamar.
Kendrick Lamar répondra aux attaques lancées par le clan Drake le 30 avril 2024. Il réalisera cette réponse à travers le morceau Euphoria. Ce thème a l’intention de répliquer et d’attaquer l’artiste canadien

## Discographie

### Albums studio
- 2010 : Thank Me Later
- 2011 : Take Care
- 2013 : Nothing Was the Same
- 2016 : Views
- 2018 : Scorpion
- 2021 : Certified Lover Boy
- 2022 : Honestly, Nevermind
- 2023 : For All the Dogs

### Albums collaboratifs
- 2022 : Her Loss (avec 21 Savage)
- 2025 : $ome $exy $ongs 4 U (avec PartyNextDoor)

### Compilations
- 2009 : We Are Young Money (avec Young Money Entertainment)
- 2014 : Rise of an Empire (avec Young Money Entertainment)
- 2019 : Care Package

### Mixtapes
- 2006 : Room for Improvement
- 2007 : Comeback Season
- 2009 : So Far Gone
- 2015 : If You're Reading This It's Too Late
- 2015 : What a Time to Be Alive (avec Future)
- 2017 : More Life
- 2020 : Dark Lane Demo Tapes

### EP
- 2009 : So Far Gone
- 2018 : Scary Hours
- 2019 : The Best in the World Pack
- 2021 : Scary Hours 2
- 2024 : 100 Gigs

## Tournées

### En tant que tête d'affiche
- 2010 : Away from Home Tour
- 2012 : Club Paradise Tour
- 2013-2014 : Would You Like a Tour?
- 2015 : Jungle Tour (seulement 6 dates)
- 2017 : Boy Meets World Tour
- 2019 : Assassination Vacation Tour
- 2025 : Anita Max Win Tour

### Avec un autre artiste ou groupe
- 2009 : America's Most Wanted Tour (avec Young Money Entertainment)
- 2014 : Drake vs. Lil Wayne (avec Lil Wayne)
- 2016 : Summer Sixteen Tour (avec Future)
- 2018 : Aubrey & the Three Migos Tour (avec Migos)
- 2023-2024 : It’s All a Blur Tour (avec 21 Savage)

## Filmographie

### Cinéma
- 2007 : Charlie Bartlett de Jon Poll : A/V Jones
- 2008 : Mookie's Law : Chet Walters
- 2011 : Breakaway de Robert Lieberman : lui-même (caméo)
- 2012 : L'Âge de glace 4 : La Dérive des continents (Ice Age: Continental Drift) de Steve Martino et Michael Thurmeier : Ethan (voix)
- 2013 : Légendes vivantes (Anchorman 2: The Legend Continues) d'Adam McKay : un fan de Ron Burgundy (caméo)
- 2014 : Think Like a Man Too de Tim Story : lui-même (caméo)
- 2017 : 6ix Rising (en) de Shawney Cohen : lui-même (film documentaire)
- 2017 : The Carter Effect (en) de Sean Menard : lui-même (film documentaire)
- 2019 : Remember Me, Toronto de Mustafa the Poet : lui-même (film documentaire)

### Télévision
- 2001 : Blue Murder : Joey Tamarin (saison 2, épisode 12)
- 2001-2008 : Degrassi : La Nouvelle Génération (Degrassi: The Next Generation) : Jimmy Brooks (principal, saisons 1 à 7 - invité, saison 8)
- 2002 : Soul Food : Les Liens du sang (Soul Food) : Fredrick (saison 2, épisode 15)
- 2002 : Conviction : Teen Fish (téléfilm)
- 2005 : Best Friend's Date : Dater (saison 1, épisode 3)
- 2005 : Ma vie de star (Instant Star) : lui-même (saison 2, épisode 8)
- 2008 : The Border : Gordon Harvey (saison 2, épisode 1)
- 2009 : Les Vies rêvées d'Erica Strange (Being Erica) : Ken (saison 1, épisode 2)
- 2009 : Sophie : Ken (saison 2, épisode 11)
- 2009 : Makaha Surf (Beyond the Break) : lui-même (saison 3, épisode 8)
- 2010 : When I Was 17 : lui-même
- 2011 : Saturday Night Live : lui-même
- 2012 : Punk'd : Stars piégées (Punk'd) : lui-même
- 2014 : Saturday Night Live : lui-même
- 2016 : Saturday Night Live : lui-même
- 2018 : The Shop : lui-même (série de LeBron James, épisode 2)
- 2019 : Les Wonder Choux (Wonder Pets!) : Hip-Hop Frog (voix - saison 6, épisode 21)

### Producteur
- 2017 : The Carter Effect de Sean Menard (film documentaire)
- Depuis 2019 : Euphoria de Sam Levinson (série télévisée)
- Depuis 2019 : Top Boy de Ronan Bennett (série télévisée, saison 3)
- 2020 : Spree de Eugene Kotlyarenko (film)[179]
- 2022 : Amsterdam de David O. Russell

## Distinctions
Drake possède une quarantaine de récompenses, incluant celles avec Degrassi : La Nouvelle Génération et Young Money Entertainment. En 2021, il est l'un des artistes qui dominent l'industrie de la musique. Tous ses titres sont en tête des classements.
- 4 American Music Awards
- 11 BET Awards
- 16 BET Hip Hop Awards
- 14 Billboard Music Awards
- 1 Brit Awards
- 1 Echo Pop Awards
- 3 Grammy Awards
- 9 iHeartRadio Music Awards
- 6 Juno Awards
- 2 MOBO Awards
- 1 MTV Africa Music Awards
- 1 MTV Europe Music Awards
- 3 MTV Video Music Awards
- 1 MTV Video Music Awards Japan
- 14 MuchMusic Video Awards
- 1 NAACP Image Awards
- 2 Soul Train Music Awards
- 1 Sucker Free Awards
- 3 Teen Choice Awards
- 1 Young Artist Awards